# Castellammare del Golfo vasútállomás
Castellammare del Golfo vasútállomás egy vasútállomás Olaszországban, Szicília régióban, Trapani megyében, Castellammare del Golfo településen. Forgalma alapján az olasz vasútállomás-kategóriák közül az ezüst kategóriába tartozik.

## Vasútvonalak
Az állomást az alábbi vasútvonalak érintik:
- Piraineto–Trapani-vasútvonal